# Гай Септицій Клар
Гай Септицій Клар — давньоримський політичний діяч часів імперії. Префект преторія за часів імператора Адріана. Товариш Плінія Молодшого та Гая Светонія Транквіла, останній присвятив Гаю Септицію Клару свою книгу «Життя дванадцяти цезарів».
Пліній Молодший першим розмістив, у збірці своїх епістолярних творів, лист до Гая Септиція Клара. У самому листі, автор вказує, що саме адресат був ініціатором публікації листів.